# Botis
Botis ili Otis, prema demonologiji, sedamnaesti duh Goecije koji zapovijeda sa šezdeset legija. Ima oblik zmije, ali može uzimati i ljudski oblik, te u tom slučaju i, dva roga i nosi mač. Poznaje sve što se dogodilo u prošlosti i može predviđati budućnost. Pomaže ljudima da razlikuju prijatelje od neprijatelja.